# Guillaume Colletet

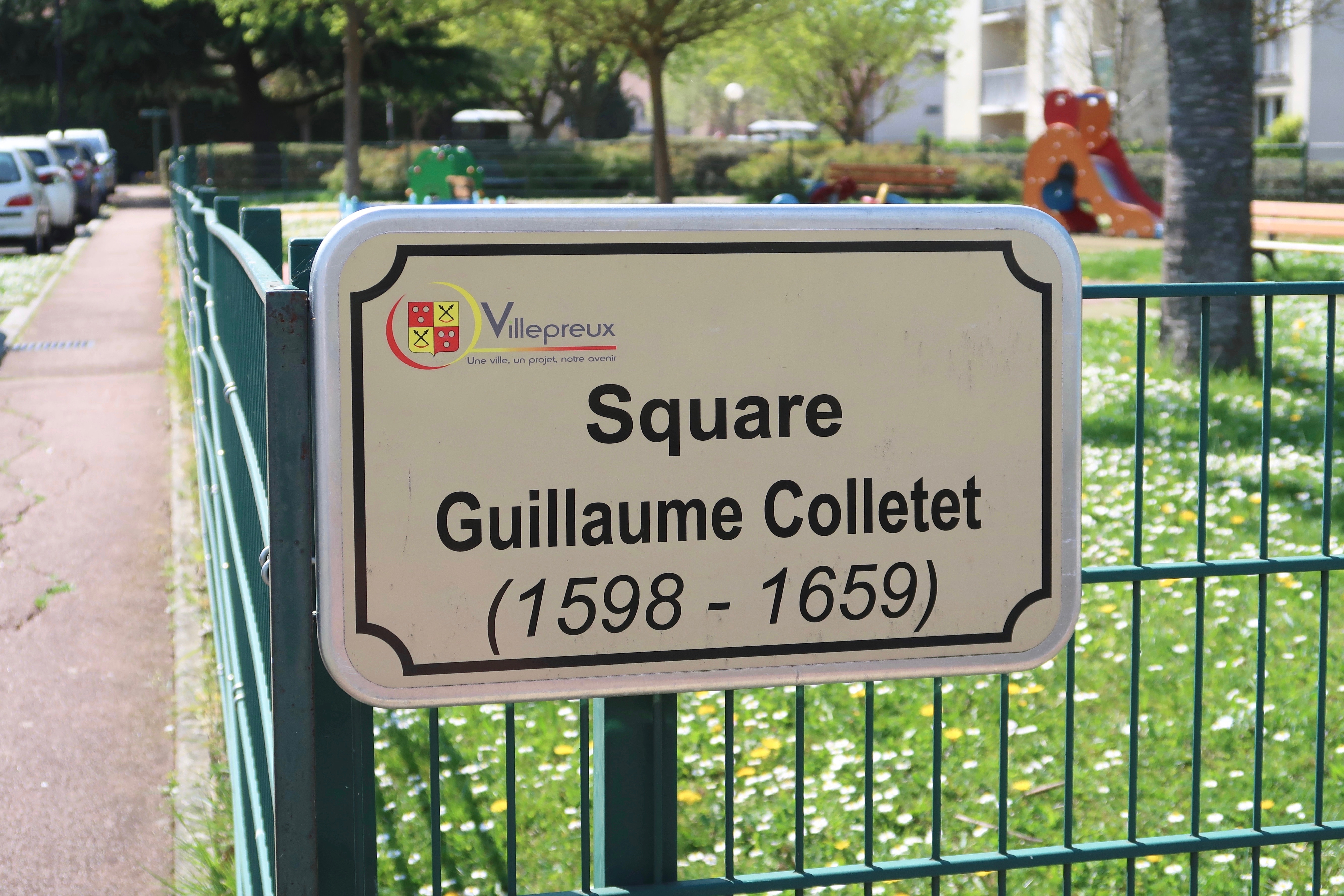
Colletet-Platz in Villepreux

Guillaume Colletet (* 12. März 1598 in Paris; † 19. Februar 1659 ebenda) war ein französischer Schriftsteller, Romanist und Literarhistoriker.

## Leben
Colletet verkehrte ab 1620 in literarischen Zirkeln wie der Académie Piat Maucours und im Umkreis der Marie de Gournay, wo nicht mit dem literarischen Erbe des 16. Jahrhunderts gebrochen wurde, sondern Ronsard noch Geltung hatte. 1623 wurde er wegen satirischer Schriften kurzzeitig aus Paris verbannt. Ab 1625 gehörte er einer Literatengruppe an, die sich „Illustre Hirten“ (Illustres Bergers) nannte und die als Vorstufe der Académie française gelten kann. 1635 gehörte er zu den Gründungsmitgliedern der Akademie. Von Richelieu bezog er eine Pension, die allerdings 1650 gestrichen wurde. Er gehörte zu den fünf Autoren (Les cinq auteurs), die auf Geheiß von Richelieu zwei Theaterstücke gemeinsam schrieben.
Als Dichter war Colletet nach dem Urteil von Jean-Pierre Chauveau von „sehr ehrbarer Mittelmäßigkeit“ (très honorable médiocrité). Seine Hauptleistung waren eine 1658 veröffentlichte Poetik und eine, allerdings zeit seines Lebens Manuskript gebliebene, umfangreiche französische Literaturgeschichte mit dem Titel Vies des poètes français („französische Dichterleben“). Das Manuskript verbrannte 1871. Da es vorher schon in Teilen kopiert worden war, ferner einige Bruchstücke gerettet werden konnten und sich die neueste Forschung (vor allem in Italien) intensiv mit Colletet beschäftigte, ist heute dennoch ein umfangreiches gedrucktes Korpus seines Werkes vorhanden.

## Werke

### Poetik und eigene Dichtung
- (mit Pierre Corneille, Jean de Rotrou, François Le Métel de Boisrobert und Claude de L’Estoile) Les cinq auteurs, La comédie des Tuileries. L’Aveugle de Smyrne, Paris, Augustin Courbé, 1638; hrsg. von François Lasserre, Paris, Champion, 2008.
- Cyminde ou les deux victimes. Tragicomédie, Paris, Augustin Courbé, 1642, 1650; Cyminde ou les deux victimes (1642) : seule pièce de théâtre à auteur unique du poète, éditée et commentée par Bernard J. Bourque, Tübingen : Narr Francke Attempto, [2022], ISBN 978-3-8233-8559-2
- L’art poëtique où il est traité de l’épigramme, du sonnet, du poème bucolique, de l’églogue, de la pastorale, et de l’idylle, de la poésie morale et sententieuse, 1658; Genf, Slatkine, 1971.
  - L’art poétique 1.Traitté de l’épigramme et traitté du sonnet, hrsg. von Pasquale Aniel Jannini, Genf, Droz, 1965.
- Le Parnasse français ou l’École des muses, dans laquelle sont enseignées toutes les règles qui concernent la poësie française, Paris, C. de Sercy, 1664; Genf, Slatkine, 1971.
- (Hrsg.) Étienne Tabourot, Les bigarrures du Seigneur des Accords avec les Apophtegmes du Sieur Gaulard et les Escraignes dijonnoises, revus sur les éditions originales de 1583, 1584, 1585 et 1588, augmentés de notes de divers commentateurs et précédés de notes de divers commentateurs, Brüssel 1866; Genf, Slatkine, 1969.
- Poésies choisies, hrsg. von Pasquale Aniel Jannini, Paris, Nizet, 1968.

### Autorenbiografien

#### Selbständige Veröffentlichung
- Vies d’Octavien de Saint-Gelais, Mellin de Saint-Gelais, Marguerite d’Angoulesme, Jean de La Peruse, poëtes angoumoisins, hrsg. von Ernest Gellibert des Seguins (1825–1868), 2 Bde., Angoulême, Aubry, 1863–1866; Genf, Slatkine, 1970.
- Vies des poètes gascons, hrsg. von Philippe Tamizey de Larroque, Paris 1866, Genf, Slatkine, 1970.
- François Rabelais. Extrait des vies des poètes francais, hrsg. von Pierre Gustave Brunet (1805–1896), Genf, J. Gay, 1867; Genf, Slatkine, 1970.
- Notices biographiques sur les trois Marot, hrsg. von Georges Guiffrey (1827–1887), o. O., 1871; Genf, Slatkine, 1970.
- Vies des poètes bordelais et périgourdins, hrsg. von Philippe Tamizey de Larroque, Paris 1873; Genf, Slatkine, 1969.
- Vie d’Eustorg de Beaulieu, hrsg. von Philippe Tamizey de Larroque, Paris, H. Champion, 1878; Genf, Slatkine, 1970.
- Pierre de Ronsard, hrsg. von Franca Bevilacqua Caldari, Paris, Nizet, 1983.
- Le origini della storiografia letteraria francese nelle "Vies des poëtes françois" di Guillaume Colletet, hrsg. von Pasquale Aniel Jannini, Fasano, Schena, 1985–1989.
  - Jean de Meung, hrsg. von Valeria Pompejano Natoli, 1985.
  - Jacques Grévin, hrsg. von Franca Bevilacqua Caldari, 1988.
  - Maurice Scève, hrsg. von Ada Speranza Armani, 1988.
- Vies des poètes tourangeaux, hrsg. von Lenita Locey, Michael Locey und Janis L. Pallister, Seattle, Papers on French seventeenth century literature, 1989 (die Ausgabe basiert auf einer Transkription durch Jules-Antoine Taschereau, 1801–1874).
- Vie d’Étienne Dolet, hrsg. von Michel Magnien, Genf, Droz, 1992.

#### Unselbständige Veröffentlichung
- Pernette du Guillet, Poésies, hrsg. von Jean Louis Antoine Coste (1784–1851) und Antoine Péricaud (1782–1867), Lyon, Perrin, 1830; Genf, Slatkine, 1970 (enthält Biografie durch Colletet).
- Pierre de Cornu (1558–1623), Oeuvres poétiques, hrsg. von Prosper Blanchemain (1816–1879), Grenoble, Ravanat, 1870; Genf, Slatkine, 1969 (enthält Biografie durch Colletet).
- François Villon, Oeuvres poétiques, hrsg. von Paul Lacroix, Paris, Librairie des bibliophiles, 1877; Paris, Nouvelle librairie de France, 1999 (enthält Biografie durch Colletet).
- Amadis Jamyn, Œuvres poétiques, hrsg. von Jacques Charles Brunet, 2 Bd., Paris, Willem, 1878; Genf, Slatkine, 1967 (enthält Biografie durch Colletet).
- Anatole de Charmasse (1835–1932), François Perrin poète franc̜ais du XVIe siècle, Autun, Dejussieu, 1887; Genf, Slatkine, 1971 (enthält Biografie durch Colletet, von Charmasse vor der Vernichtung kopiert).

#### Übersetzung
- La Doctrine chrestienne de St Augustin, Paris, Camusat, 1638 (Augustinus von Hippo, De doctrina christiana).